# Бурики (Бурынский район)
Бу́рики (укр. Бурики) — село,
Буриковский сельский совет,
Бурынский район,
Сумская область,
Украина.
Код КОАТУУ — 5920981201. Население по переписи 2001 года составляло 152 человека.
Является административным центром Буриковского сельского совета, в который, кроме того, входит село
Романчуково.

## Географическое положение
Село Бурики находится на расстоянии в 1,5 км от левого берега реки Терн.
На расстоянии в 2 км расположены сёла Чернеча Слобода и Романчуково.
По селу протекает пересыхающий ручей с запрудами.
Рядом проходит автомобильная дорога Т-1916.

## История
- Село основано во второй половине XVIII веке.

## Экономика
- Молочно-товарная ферма.